# Lupin III: The First
Lupin III: The First (ルパン三世 THE FIRST, Rupan sansei: The First) est un film d'animation japonais co-écrit et réalisé par Takashi Yamazaki et sorti en 2019 au Japon. Basé sur le manga homonyme, dont l'auteur Monkey Punch est mort plus tôt dans l'année, il s'agit du premier film en CGI de la série après plus d'une trentaine de films en 2D.
Lupin III collabore avec une femme nommée Laetitia pour voler le « Journal de Bresson », un trésor que même son grand-père Arsène Lupin n'a jamais réussi à voler.

## Synopsis
Au cours de la Seconde Guerre mondiale, en banlieue de Paris, le professeur Bresson confie son journal à sa famille, sachant les Nazis sur ses traces. Ils arrivent au manoir, pensant que le professeur détenait encore le journal sur place, mais celui-ci leur fait clairement comprendre que ce n'est pas le cas. Il est tué. Sa famille est poursuivie par une voiture de l'Ahnenerbe, conduite par le professeur Lambert, mais la course-poursuite se termine brutalement car, percutant un camion, ses occupants meurent sur le coup, et seule la petite fille survit. Lambert, pensant trouver le journal à bord, ne trouve que l'amulette en possession de la petite fille.
Une vingtaine d'années plus tard, à Paris, le journal refait surface lors d'une exposition. Voulant accomplir ce que son grand-père n'a pas été capable de faire, Lupin III tente de le voler, mais se fait rapidement repérer. Il réussit à s'échapper, mais le journal, devant être remis dans le coffre du musée, est volé par une jeune femme se faisant passer pour une agent de sécurité, puis par Fujiko. L'inspecteur Zenigata tente de les arrêter tous les deux; mais la jeune femme s'échappe, et Lupin se fait arrêter. Il s'évade à l'aide de ses amis Goemon et Jigen, mais ceux-ci, en apprenant les plans de Lupin, le laissent tomber. Celui-ci se rend au domicile de la jeune femme, qui se trouve être une étudiante en archéologie nommée Laetitia. Au cours de leur discussion, Lupin lui montre une amulette semblable à celle en possession de Lambert, devenu son grand-père adoptif, celui pour qui elle était supposée voler le journal. Elle le contacte, et celui-ci lui ordonne de mener Lupin jusqu'à lui. Elle conclut un marché avec lui afin qu'en échange de Lupin et de la clé, elle parte étudier à l'Université de Boston.
Pendant ce temps, Fujiko livre le Journal de Bresson aux membres de l'Ahnenerbe, parmi eux figurant le professeur Lambert et le directeur Gerald. Mais celui-ci se doute de quelque chose pendant la remise du Journal, découvre un traceur caché dans la mallette, et la fait arrêter. Laetitia mène Lupin à un cargo de transport reconverti en base mobile de l'Ahnenerbe. Il récupère le journal, et voulant éviter la sécurité, ils ouvrent, malgré le piège du verrou, le journal. Laetitia découvre à l'intérieur que l'Eclipse est un générateur d'énergie infinie situé à 40 kilomètres des ruines de Teotihuacán, au Mexique. Se doutant du plan de Laetitia, Lupin se rend à Gerard et Lambert. Peu après, Laetitia demande à son Lambert s'il pourra honorer le marché conclu avec elle, et la laisser étudier à l'Université de Boston. Elle lui révèle qu'elle a déjà reçu sa lettre d'admission, ce qui provoque la colère de Lambert. Il consent finalement à la laisser partir étudier à Boston quand il n'aura plus besoin d'elle. Laetitia partie, Gerard entre et tend à Lambert un essai qui était signé de la main de Lambert, mais qui se révèle être un plagiat d'un essai rédigé par Laetitia. Il en profite pour rabaisser Lambert, ce qui le rend fou de rage. Pendant ce temps, Lupin se retrouve dans la soute de l'avion avec Fujiko, qui use de ses charmes pour se délivrer, elle et Lupin. Elle subtilise un avion de l'Ahnenerbe et parvient à s'échapper. Lupin, pendant ce temps, écoute Gerard et Lambert et apprend que ce dernier est à la recherche d'Adolf Hitler, qui aurait maquillé sa mort et se serait enfui au Brésil. Le plan de Gerard est clair : faire revivre le IIIème Reich à l'aide de l'Eclipse.
Mais Laetitia se fait surprendre et, endormie par Gerard, jette celle-ci par-dessus bord. Lupin récupère le Journal de Bresson et l'amulette avant de sauter également de l'avion, sans parachute. Il rejoint Laetitia, et se font sauver in extremis par Fujiko, à bord de l'avion volé plus tôt, mais un tir provenant du cargo l'endommage et elle doit se poser en catastrophe. Jigen et Goemon arrivent à ce moment-là en voiture et leur porte secours, mais elle se fait détruire par une salve de tirs du cargo. Leur demandant pourquoi ils sont venus, Jigen explique que Fujiko les avait prévenus de l'ouverture du journal. Sans moyen de transport, Lupin décide de contacter Zenigata, et de subtiliser l'hélicoptère de l'Interpol. Ce dernier, arrivant à monter à bord de justesse, explique qu'Interpol, au courant des agissements de l'Ahnenerbe, qu'ils sont à l'origine de la rumeur entourant la fausse mort d'Hitler, et n'ayant pas d'autre choix, décide de coopérer avec la bande. Au cours d'un ravitaillement, Lupin explique à Laetitia la vérité sur ses origines, et se rend compte que son grand-père a lui-même créé la rumeur de l'échec du vol du Journal de Bresson, Lupin I ayant conçu le verrou du Journal, et qu'il était donc le partenaire de Bresson.
Gerard et Lambert arrivent aux Ruines de l'Eclipse, et se rendent compte qu'il est impossible de passer les Épreuves sans le Journal. Ils quittent le site pour se rendre au lieu du crash de l'avion, pensant y trouver le Journal là-bas. Profitant de leur absence, Lupin passe au travers des trois épreuves, mais se font intercepter ensuite par Lambert et Gerard, ayant rusé pour obtenir la voie vers l'Éclipse. Lambert force Laetitia à lui donner le journal, et s'enfuit avec l'Eclipse, mais Lupin essayent de les intercepter, forçant le cargo à rester à terre. Lambert se sert de l'Éclipse pour faire voler de nouveau l'avion, et finit par l'activer, générant un micro trou noir. Pensant Lupin et sa bande morts, et enivré de pouvoir, Lambert décide de s'accaparer l'Éclipse pour lui, brûlant au passage le journal de Bresson, mais lorsqu'il décide de se servir de son pouvoir pour anéantir l'Ahnenerbe et la ville de Berlin, Gerard décide d'affronter Lambert. Laetitia profite de cette diversion pour générer un micro trou noir à bord de l'avion. Gerard lui tire dessus, mais Lambert reçoit la balle, ce qui le tue. Gerard reçoit juste après l'ordre de rentrer au quartier général brésilien de l'Ahnenerbe : le Führer a été localisé.
Lorsqu'ils arrivent, Gerard et Hitler se rencontrent, mais Laetitia tente de le tuer. Elle se fait arrêter et Hitler décide de voir de plus près les capacités de l'Éclipse. Laetitia découvre que son geôlier n'est autre que Jigen, et que l'Interpol a envahi la base brésilienne de l'Ahnenerbe, et envoyé le message afin d'attirer Gerard et que Lupin, déguisé en Hitler, puisse s'occuper de l'Éclipse. La supercherie est rapidement révélée et Gerard, fou de rage, se bat contre Lupin, qui a prévu de détruire l'Éclipse. Au terme de leur combat, Gerard se fait attirer dans le trou noir, l'Éclipse est détruite. Lupin, utilisant une boule à micro gravité trouvée dans les ruines de l'Éclipse, parvient à s'échapper. Il retrouve Laetitia et lui fait cadeau de la boule, ainsi que sa lettre d'admission à l'Université de Boston. Lupin s'enfuit grâce à un hors-bord, poursuivi par Zenigata.

## Fiche technique
Sauf indication contraire, les informations mentionnées dans cette section peuvent être confirmées par la base de données cinématographiques IMDb,  présente dans la section « Liens externes ».
- Titre original : ルパン三世 THE FIRST (Rupan sansei: The First?)
- Titre international : Lupin III: The First
- Réalisation : Takashi Yamazaki
- Scénario : Takashi Yamazaki
- Musique : Yūji Ōno
- Son :
- Société de production : Marza Animation Planet, Shirogumi, TMS Entertainment et Tōhō
- Société de distribution : Tōhō (Japon), Eurozoom (France)[1]
- Budget : n/a
- Pays d'origine :  Japon
- Langue originale : japonais
- Format : couleur
- Genre : anime, comédie, d'action
- Durée : 93 minutes
- Dates de sortie :
  - Japon : 6 décembre 2019[2]
  - France : 7 octobre 2020[3]
  - Canada : 16 décembre 2020 (vidéo à la demande uniquement)[4]

## Distribution
- Kan'ichi Kurita (VF : Maxime Donnay) : Lupin III
- Kiyoshi Kobayashi (VF : Michel Hinderyckx) : Daisuke Jigen
- Miyuki Sawashiro (VF : Audrey Devos) : Fujiko Mine
- Daisuke Namikawa (VF : Jean-François Rossion) : Goemon Ishikawa XIII
- Kōichi Yamadera (VF : Robert Dubois): Koichi Zenigata
- Suzu Hirose (VF : Adeline Chetail): Laetitia
- Tatsuya Fujiwara (VF : Laurent Bonet) : Gerald
- Kōtarō Yoshida (en) (VF : Rémi Barbier) : Lambert

Studio de doublage : Soundtastic ; Direction artistique : Alexandre Gibert ; Adaptation : Vanessa Leiritz
Source et légende : version française (VF) sur Allociné, carton de doublage réalisé pour la diffusion télévisuelle.

## Accueil
Le 17 janvier 2020, le distributeur français Eurozoom annonce une sortie du film au cinéma en France. Le 27 mai, Eurozoom précise via la mise en ligne d'une bande-annonce que le film sortira au cinéma le 16 décembre 2020. La date de sortie est finalement avancée au 7 octobre 2020.
Au Canada, le film, distribué par GKIDS, initialement prévu pour une sortie en salles sur tout le territoire nord-américain, n'est finalement pas sorti en salles en raison de la pandémie de Covid-19. Il sera finalement disponible en vidéo à la demande à l'acte, mais sans doublage ni sous-titrage français.
Le film sort en DVD et Blu-Ray le 30 septembre 2021 en France, publié par AB Vidéo. GKIDS sort son édition vidéo le 12 janvier 2021.

### Accueil critique
En France, le site Allociné propose une moyenne des critiques presse de 3,7⁄5, sur un total de 24 critiques presse.
Selon Marius Chapuis du journal Libération, « fidèle à l’esthétique de la BD japonaise de Monkey Punch inspirée de Maurice Leblanc, ce nouvel avatar en 3D séduit par son rythme trépidant ».
Pour Léo Moser du magazine Les Inrockuptibles, « calibré pour un jeune public, le film réussit globalement son pari et s'autorise même quelques gags osés et un brin polissons, dans le pur esprit du matériau d'origine ».